# Bürgergemeinde der Stadt Basel

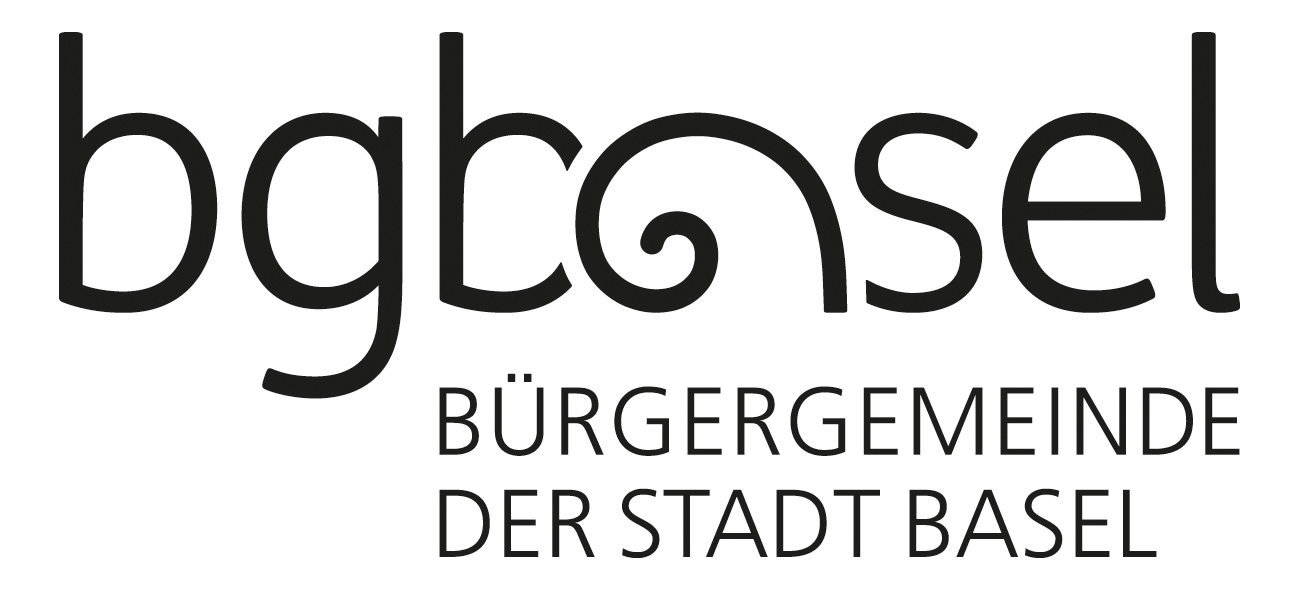
Logo der Bürgergemeinde der Stadt Basel

Stadthaus-Grafik

Die Bürgergemeinde der Stadt Basel ist eine durch die Gemeindeordnung der Schweizer Stadt Basel und die Kantonsverfassung Basel-Stadt garantierte, öffentlich-rechtliche Körperschaft (Bürgergemeinde) mit ca. 200'000 Bürgerinnen und Bürger, wovon rund 50'000 in Basel wohnen und somit stimm- und wahlberechtigt sind.
Unter ihrem Dach vereint die Bürgergemeinde zwei Institutionen, zahlreiche Stiftungen und Fonds, die Basler Zünfte und Gesellschaften sowie den Forstbetrieb und die Zentralen Dienste. Zudem hat sie die Aufsicht über die Christoph Merian Stiftung. Mit insgesamt über 1700 Mitarbeitenden zählt die Bürgergemeinde zu den grösseren Arbeitgeberinnen der Stadt Basel.

## Geschichte
Bis zum Jahre 1798 war die Stadt und der Staat Basel eins. Die Stadt war der Staat und die Landschaft war Untertanenland. Im Jahr 1833 folgte dann die Kantonstrennung in die beiden Kantone Basel-Stadt (Basel, Kleinhüningen, Riehen und Bettingen) und Basel-Landschaft. Im Stadtkanton gab es somit auf kleinem Gebiet eine staatliche und eine kommunale Behörde. Um die Verwaltung rationeller zu organisieren, wurden im Laufe der Zeit mehrfach Gemeindekompetenzen an den Kanton abgegeben.
Durch die neue Verfassung des Kantons Basel-Stadt vom 10. Mai 1875 wurden die Grundlagen der heutigen Basler Bürgergemeinde und ihrer Institutionen geschaffen. 1876 tagte das bürgerliche Parlament, der weitere Bürgerrat (heute: Bürgergemeinderat), zum ersten Mal.
Der neu entstandene Bürgergemeinde Basel wurde Folgendes übertragen: Das Stadthaus und verschiedene andere Liegenschaften, die «Birsfelder Hard», das Bürgerspital, das Bürgerliche Waisenhaus und das «Almosenamt» sowie die Oberaufsicht über diverse Stiftungen, Zünfte und Gesellschaften. Die Aufsicht über diese Institutionen blieb bis heute bestehen, mit Ausnahme der Sozialhilfe («Almosenamt»), die 2009 an den Kanton überging.

## Aufgaben
Die Dienstleistungen der Bürgergemeinde der Stadt Basel sollen allen Menschen in der Stadt Basel zugutekommen. Die Schwerpunkte ihrer Arbeit liegen in den Bereichen Soziales, Einbürgerung und Integration sowie Natur und Umwelt. Zusammen mit ihren Institutionen BSB (Bürgerspital Basel) und Bürgerliches Waisenhaus Basel sowie mit der Christoph Merian Stiftung engagiert sie sich für ein gelingendes Zusammenleben in der Stadt am Rheinknie. Namentlich hat die Bürgergemeinde der Stadt Basel folgende Aufgaben und Befugnisse:
- Sie erteilt das Gemeindebürgerrecht.
- Sie betreut Betagte und Behinderte.
- Sie betreut Kinder und Jugendliche.
- Sie verwaltet ihr Vermögen und dasjenige ihrer Institutionen.
- Sie beaufsichtigt die ihr zugeordneten Stiftungen und Korporationen.
- Sie kann weitere, im städtischen Interesse liegende, nicht in die ausschliessliche Zuständigkeit von Bund und Kanton fallende Aufgaben übernehmen.

Im Gegensatz zu Kanton und Einwohnergemeinde verfügt die Bürgergemeinde nicht über Steuereinnahmen, so dass die Aufgaben insgesamt kostendeckend erfüllt werden müssen.

## Organisation

### Bürgerinnen und Bürger
Das oberste Organ der Bürgergemeinde sind die Stimmberechtigten. Sie wählen den Bürgergemeinderat als Gemeindeparlament. Zur Bürgergemeinde der Stadt Basel zählen alle, die das Bürgerrecht der Stadt Basel besitzen; unabhängig davon, wo sie wohnen. Weltweit sind das derzeit gegen 200'000 Menschen. Damit ist die Bürgergemeinde der Stadt Basel die grösste Bürgergemeinde der Schweiz.
Stimm- und wahlberechtigt bei Angelegenheiten der Bürgergemeinde sowie in Gremien wählbar sind aber nur diejenigen, die über 18 Jahre alt sind und in ihrem Heimatort Basel wohnen. Das sind aktuell rund 50'000 Menschen. Im Vergleich zu anderen Schweizer Bürgergemeinden ist das eine grosse Anzahl. Deshalb kann die Basler Bürgergemeinde ihre Geschäfte nicht durch Gemeindeversammlungen lenken. Sie ist auf eine andere demokratische Struktur mit Parlament angewiesen, das durch die stimmberechtigte Bürgerschaft gewählt wird und diese vertritt.

### Bürgergemeinderat
Der Bürgergemeinderat ist die oberste Behörde der Bürgergemeinde. Das Parlament, die Legislative, besteht aus 40 Mitgliedern. Diese werden alle sechs Jahre von den in Basel lebenden wahlberechtigten Bürgerinnen und Bürgern im Proporzverfahren gewählt.
Der Bürgergemeinderat ist bei Angelegenheiten der Bürgergemeinde gesetzgeberisch tätig. Seine Mitglieder erteilen unter anderem die Leistungsaufträge an die beiden Institutionen BSB (Bürgerspital Basel) und Bürgerliches Waisenhaus sowie an die Zentralen Dienste und teilweise an die Christoph Merian Stiftung. Mit parlamentarischen Vorstössen kann der Bürgergemeinderat aktiv Einfluss nehmen. Zudem wählt er die sieben Mitglieder des Bürgerrats sowie jene der parlamentarischen Kommissionen und der Einbürgerungskommission (EBK).

### Bürgerrat
Der Bürgerrat ist das oberste leitende und vollziehende Organ der Bürgergemeinde. Die sieben Mitglieder werden alle sechs Jahre vom Bürgergemeinderat gewählt.
Die Mitglieder des Bürgerrats stehen den Leitungsgremien der Institutionen, der Einbürgerungskommission und der Kommission der Christoph Merian Stiftung jeweils als Präsident sowie als Statthalter vor.
Die Mitglieder des Bürgerrats vertreten die Bürgergemeinde nach aussen. Der Bürgerrat erlässt Verordnungen und verfeinert die vom Parlament erteilten Leistungsaufträge an die Institutionen BSB (Bürgerspital Basel) und Bürgerliches Waisenhaus sowie an die Zentralen Dienste und teilweise auch jene an die Christoph Merian Stiftung. Überdies entscheiden die Mitglieder des Bürgerrats über alle Einbürgerungsgesuche. Und sie beaufsichtigen die Christoph Merian Stiftung sowie die Basler Zünfte und Gesellschaften. Neben dem Tagesgeschäft verfolgt der Bürgerrat auch eigene soziale Projekte.

### Einbürgerkungskommission (EBK)
Einen Teil seiner Aufgaben und Befugnisse überträgt der Bürgerrat an die Einbürgerungskommission. Diese besteht aus der Präsidentin oder dem Präsidenten, der Statthalterin oder dem Statthalter sowie weiteren zehn Mitgliedern. Das Präsidium sowie der Statthalter oder die Statthalterin, wählt der Bürgerrat direkt. Alle übrigen Mitglieder der Einbürgerungskommission werden durch den Bürgergemeinderat gewählt.
Die Einbürgerungskommission begutachtet alle Begehren um Aufnahme in das Bürgerrecht der Stadt Basel nach den geltenden Gesetzen und behandelt weitere Geschäfte, die sich auf Bürgerrechtsangelegenheiten beziehen. Sie besorgt die Organisation und die Durchführung von Bürgerkundekursen.

## Institutionen und Christoph Merian Stiftung

### Zentrale Dienste

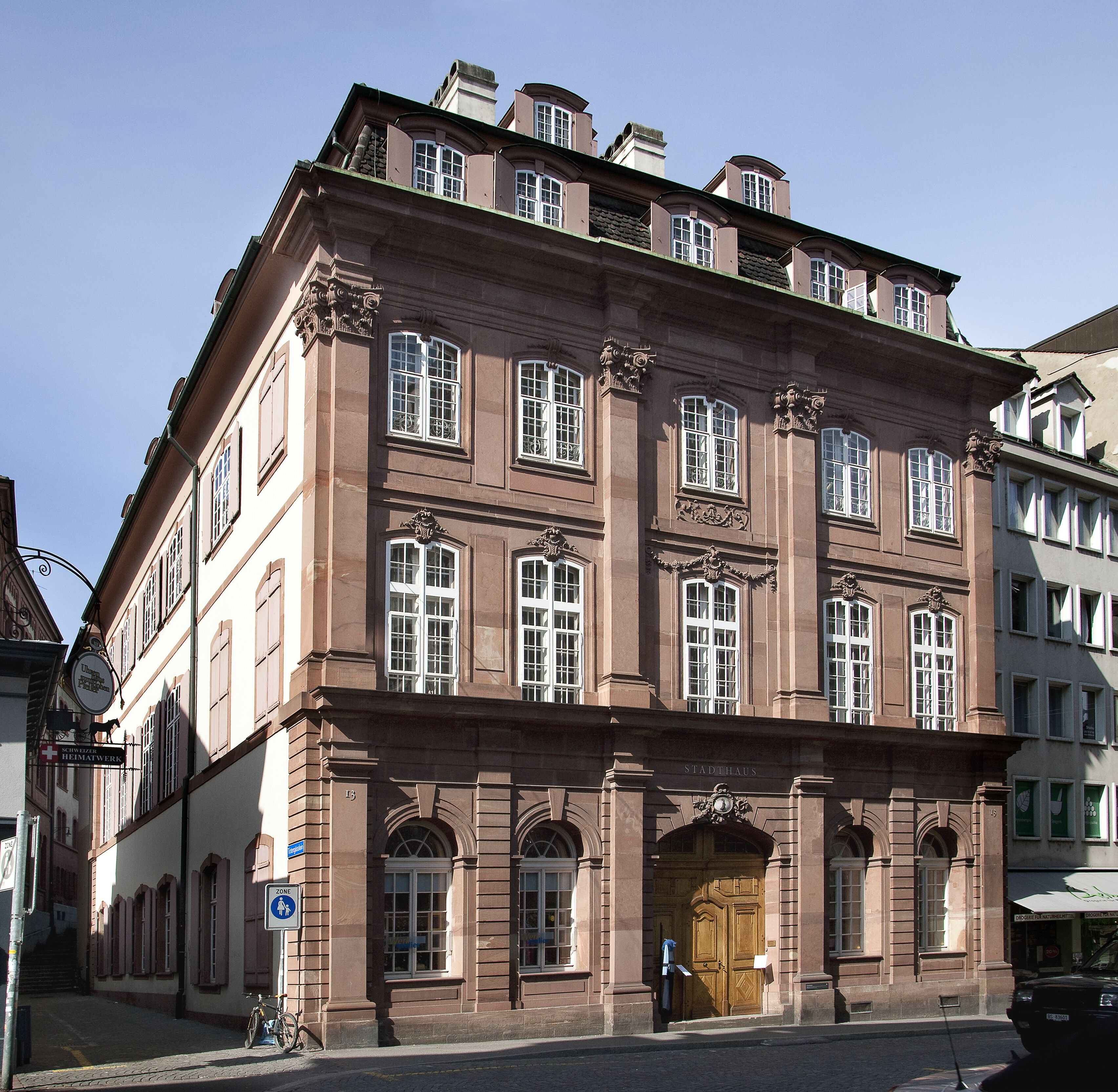
Basler Stadthaus

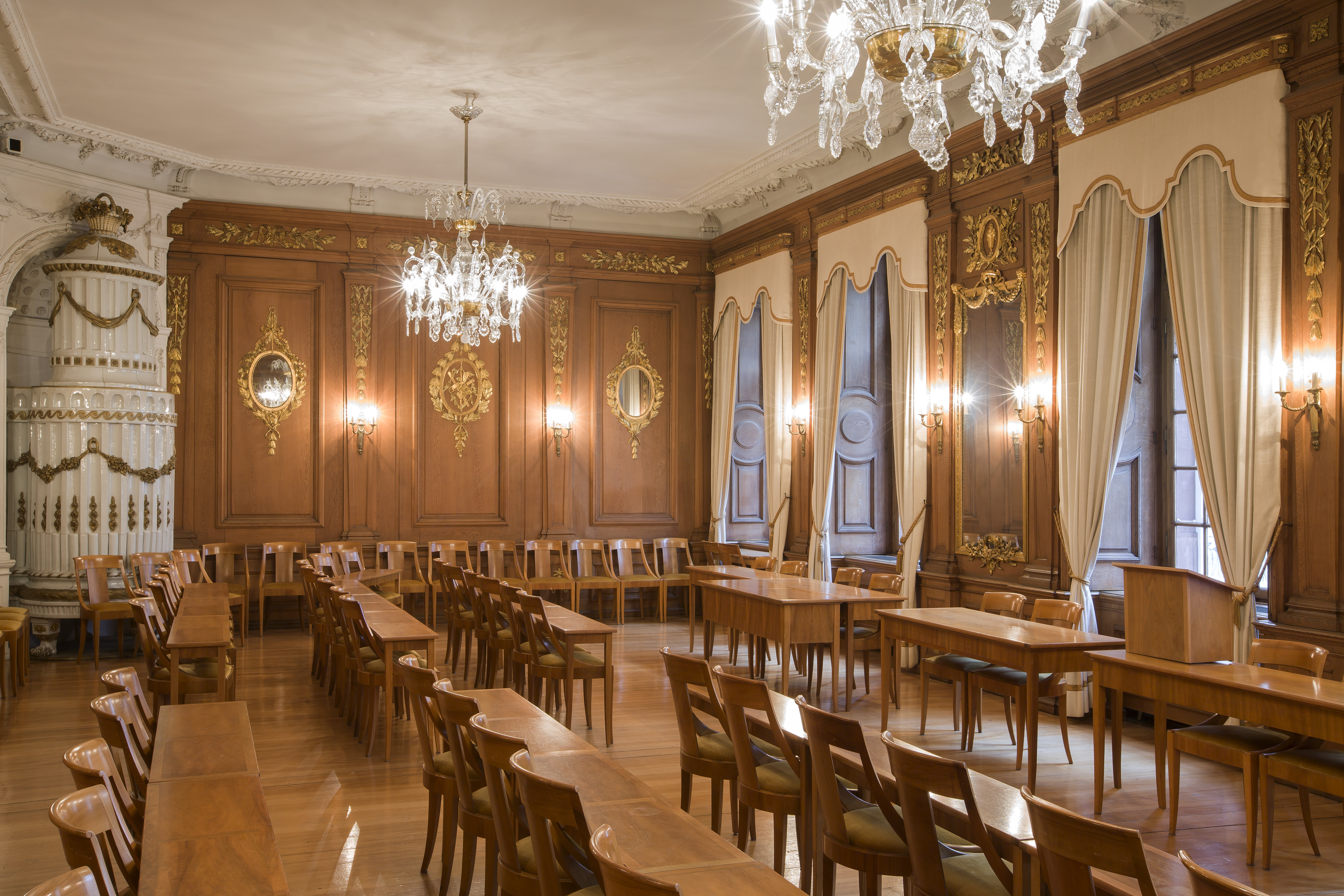
Im Bürgergemeinderatssaal im Basler Stadthaus findet u. a. auch die Einbürgerungsfeier statt

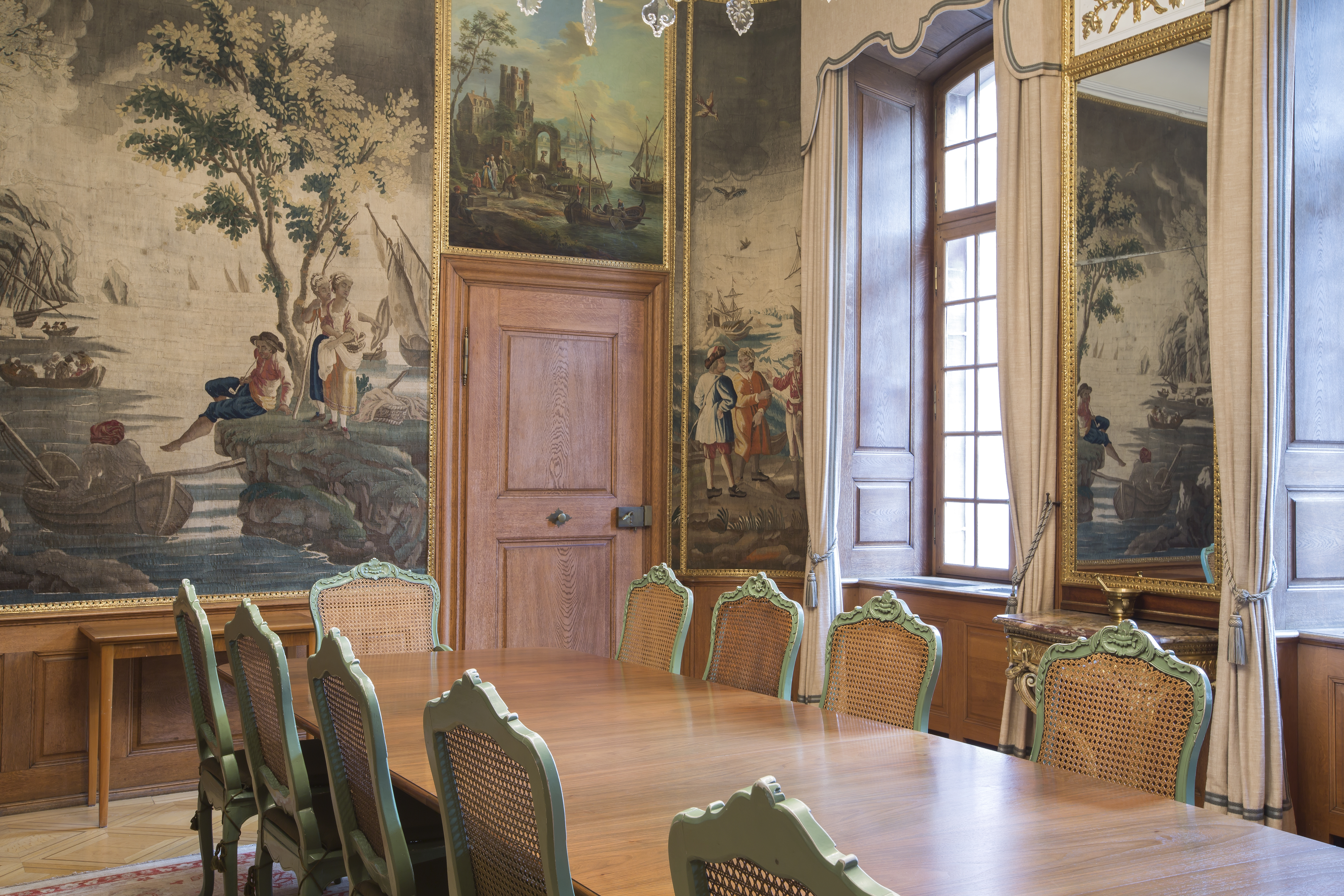
Im Bürgerratssaal werden die Einbürgerungsgespräche durchgeführt und tagt der Bürgerrat selbst

Die Zentralen Dienste sind im Stadthaus, dem Sitz der Bürgergemeinde, angesiedelt. Das historische Gebäude gab gleich der ganzen Strasse seinen Namen und befindet sich an der Stadthausgasse 13 in unmittelbarer Nähe zum Marktplatz. Die Mitarbeitenden engagieren sich hier in unterschiedlichen Bereichen für die Stadt Basel und ihre Bewohner. Zum einen sind sie die Stabsstelle für den Bürgergemeinderat, den Bürgerrat und ihre jeweiligen Kommissionen. Als modernes Dienstleistungszentrum übernehmen die Mitarbeitenden hierbei vor allem unterstützende und koordinierende Aufgaben. Zum anderen erbringen sie zahlreiche Dienstleistungen für die Institutionen BSB (Bürgerspital Basel) und Bürgerliches Waisenhaus sowie für die Christoph Merian Stiftung. Nicht zuletzt haben die Mitarbeitenden der Zentralen Dienste vielfältige operative Aufgaben. Sie kümmern sich u. a. um:
- die Administration der Einbürgerungen
- die Durchführung des Sprachnachweises fide-Test[13] und der Einbürgerungs-Kurse
- die Waldbewirtschaftung mit dem eigenen Forstbetrieb
- die Geschäftsführung von Stiftungen und Fonds
- die Verwaltung des eigenen Vermögens und jenes von verschiedenen Stiftungen
- die Bewirtschaftung des Liegenschaftsportfolios

Ebenfalls im Stadthaus bei den Zentralen Diensten befinden sich der Rechtsdienst, die Zentralen Personaldienste und die Kommunikation.

#### Einbürgerung
In der Schweiz ist das Bürgerrecht dreigeteilt. Neben der nationalen Staatsangehörigkeit umfasst es ein Kantons- und ein Gemeindebürgerrecht. Für die Einbürgerung sind deshalb bis zu drei Gemeinwesen involviert. Wenn jemand Baslerin oder Basler werden möchten, sind deshalb bis zu drei Gemeinwesen involviert. Immer beteiligt beim Einbürgerungsentscheid ist die Bürgergemeinde der Stadt Basel.
Die Einbürgerung gehört zu den zentralen Aufgaben der Bürgergemeinde.

#### Forstbetrieb
Das Team Forstbetrieb bewirtschaftet eine Waldfläche von 700 Hektar. Das entspricht fast 1000 Fussballfeldern. Von diesen 700 Hektar sind 433 eigene Waldungen. Die Arbeit des Teams umfasst unter anderem die Holzhauerei, die Waldpflege, den Strassen- und Wegunterhalt, Aufforstungen und Neuanpflanzungen.
Neben der Pflege und Nutzung des Waldes leisten die Mitarbeitenden der Bürgergemeinde Jahr für Jahr unzählige Arbeitsstunden für den Unterhalt aller Erholungseinrichtungen sowie aller Wege und Strassen in der Birsfelder Hard. Diese Leistungen erbringt die Bürgergemeinde für die Allgemeinheit unentgeltlich. 1876 wurde die Hard der Bürgergemeinde zugesprochen. Im Jahr 1905 wurde dann das Restaurant und Hotel «Waldhaus» erstellt, das seit 1911 noch heute als «Waldhaus beider Basel» im Besitz der Bürgergemeinde Basel ist.

#### Stadthaus
Sitz der Bürgergemeinde ist das Basler Stadthaus, ein prunkvoller Bau mit bewegter Geschichte.
Der Bau wurde von 1771 bis 1776 errichtet. Einst war es Postgebäude und Sitz des Direktoriums der Kaufmannschaft in einem. Im 18. Jahrhundert wurden die Postgeschäfte in Basel durch ebendieses Direktorium erledigt. Die Behörde, damals einflussreichste Interessengemeinschaft des Basler Grosshandels, bestand von 1682 bis 1798.
Das Stadthaus zählt zu den prunkvollsten Basler Bauten des 18. Jahrhunderts. Die prächtigen Säle boten Raum für bedeutende Anlässe. So traf sich hier 1806 und 1812 die eidgenössische Tagsatzung, die Versammlung der Abgesandten der Orte der alten Eidgenossenschaft. 1811 huldigte man Napoleon anlässlich der Geburt seines Sohnes mit einem grossen Fest im Stadthaus.
Ebenfalls von Weltruf ist die Briefmarke, die hier 1845 für 2,5 Rappen gekauft werden konnte: das «Baslerdybli». Es ist die erste Briefmarke, die in drei Farben und im Prägedruck hergestellt wurde. 2014 wurde ein Exemplar für über CHF 100'000 versteigert.
1853 bezog die neu geschaffene eidgenössische Post eigene Räume an der Rüdengasse. 22 Jahre später gelangte das ehemalige Posthaus in den Besitz der 1875 neu formierten Bürgergemeinde.

### BSB (Bürgerspital Basel)
Das BSB übernimmt mit seinem sozialmedizinischen Leistungsangebot Aufgaben, die in der modernen Gesellschaft immer bedeutsamer werden, wie die Begleitung und berufliche Integration von Menschen mit einer Behinderung, die Betreuung von betagten Menschen sowie das Wohnen-mit-Service-Angebot für ältere Menschen. Mit seinen über 1500 Mitarbeitern ist das Bürgerspital zudem ein wichtiger Arbeitgeber in der Region.

### Bürgerliches Waisenhaus Basel
Im ehemaligen Kartäuserkloster am Theodorskirchplatz beheimatet, wird das Bürgerliche Waisenhaus Basel heute nach modernen sozialpädagogischen Grundsätzen als Kinder- und Jugendheim geführt. Kinder und Jugendliche, die für eine gewisse Zeit nicht in ihren Familien aufwachsen können, finden hier ein vorübergehendes Zuhause in Form von stationären Betreuungsplätzen. In den Wohngruppen finden die Kinder und Jugendlichen Fürsorge und Schutz. Zugleich erhalten sie Raum für eine Neuorientierung, ihre persönliche Entfaltung und ihre Sozialisation. Ab Januar 2024 gehört der Verein für Kinderbetreuung Basel (VFK) zum Bürgerlichen Waisenhaus.

### Christoph Merian Stiftung
Die 1857 gegründete Christoph Merian Stiftung (CMS) ist eine selbständige Stiftung unter der Aufsicht der Bürgergemeinde. Basis für die Aktivitäten der Stiftung bildet das Vermögen, das ihr von Christoph und Margaretha Merian-Burckhardt vermacht wurde. Die Verwendung der Hälfte des jährlichen Ertragsüberschusses der CMS unterliegt der Genehmigung der Bürgergemeinde. Mit diesen Mitteln – derzeit gegen acht Millionen Franken pro Jahr – engagiert sich die CMS zusammen mit der Bürgergemeinde für Menschen in Not, für eine gesunde Umwelt sowie für die Lebensqualität und die Kultur in Basel.

### Stiftungen
Die Bürgergemeinde und ihre angeschlossenen Institutionen verwalten zahlreiche Stiftungen und Fonds. Darüber hinaus ist der Bürgerrat auch die Aufsichtsbehörde für einzelne selbständige Stiftungen. Er kontrolliert deren Buchführung und prüft die Einhaltung und Umsetzung der vorgegebenen Stiftungszwecke.
Die Stiftungen und Fonds verfolgen wohltätige Zwecke. Die finanzielle Unterstützung kommt in unterschiedlicher Form der Stadt Basel, ihren Bürgern, den Einwohnern oder Basler Institutionen zugute. Jahr für Jahr werden Mittel in Höhe von rund 700 000 CHF vergeben. Diese stammen in der Regel aus den jährlichen Erträgen der Stiftungs- oder Fondsvermögen. Die Vergabe der Mittel erfolgt immer aufgrund eines gutgeheissenen schriftlichen Gesuchs.

### Zünfte
Vom Mittelalter bis ins 19. Jahrhundert organisierten sich Gewerbetreibende in ganz Europa in städtischen Kooperationen, den Zünften. Diese Zusammenschlüsse einzelner Berufsgruppen hatten sowohl eine wichtige politische wie auch eine soziale und ökonomische Funktion. Im Zeitalter der Industrialisierung verloren die Zünfte vielerorts an Bedeutung. Nichtsdestotrotz engagieren sich bis heute rund 4500 Mitglieder in den Basler Zünften und Ehrengesellschaften. Sie pflegen zukunftsorientiert baslerische Tradition und tun Gutes für die Stadt. Die Basler E. Zünfte und E. Gesellschaften sind öffentlich-rechtliche Körperschaften und stehen seit 1881 unter Aufsicht der Bürgergemeinde.